# Cássia Kis
Cássia Kis (São Caetano do Sul, 6 gennaio 1958) è un'attrice brasiliana.

## Biografia
Cassia Kis è nata in una famiglia povera di origini ungheresi. Attrice eminentemente televisiva, ha dato spesso volto a donne mentalmente disturbate. Tra le sue telenovelas più note, si ricordano Senza scrupoli, Atto d'amore, Cobras & Lagartos ed Eterna Magia. Nella sua lunga carriera ha ottenuto diversi riconoscimenti, come il Prêmio Grande Otelo, il Troféu Imprensa, il Prêmio APCA, il Prêmio Guarani (due volte) e il Prêmio Qualidade Brasil (quattro volte).
Politicamente vicina all'estrema destra, ha manifestato spesso a favore di Jair Bolsonaro e si è scagliata contro comunisti e mondo LGBT, ricevendo per questo durissime critiche.

## Vita privata
Per diverso tempo è stata legata allo Spiritismo, ma si è poi convertita al Cattolicesimo. Ha quattro figli. E' antiabortista, nonostante da giovane abbia interrotto volontariamente una gravidanza; ha poi perso un altro bambino che aspettava, a causa di un aborto spontaneo. E' vegetariana.

## Filmografia parziale

### Cinema
- Memórias do Cárcere - regia di Nelson Pereira dos Santos (1984)
- A Grande Arte - regia di Walter Salles (1991)
- O Circo das Qualidades Humanas - regia di Milton Alencar, Paulo Augusto Gomes, Geraldo Veloso e Jorge Moreno (2000)
- Bicho de Sete Cabeças - regia di Laís Bodanzky (2001)
- Chega de Saudade - regia di Laís Bodanzky (2007)
- Meu Nome Não É Johnny - regia di Mauro Lima (2008)

### Televisione
- Roque Santeiro - serie TV (1985)
- Senza scrupoli - serie TV (1988-1989)
- Atto d'amore - serie TV (1990-1991)
- Um Só Coração - serie TV (2004)
- Cobras & Lagartos - serie TV (2006)
- Eterna Magia - serie TV (2007)
- Amor Eterno Amor - serie TV (2012)
- Felizes para Sempre? - serie TV (2015)
- A Regra do Jogo - serie TV (2015-2016)
- Nada Será Como Antes - serie TV (2016)
- Unsoul - serie TV (2020)